# 39 Steps (John Abercrombie)
39 Steps is een studioalbum van het John Abercrombie Quartet. Het album liet twee musici horen die al sinds de  jaren 70 lange tijd samenwerken, doch die zelden samen op één album te horen waren: John Abercrombie en Marc Copland. Ze speelden al samen tijdens en met Dreams, begin jaren ’70 en Chico Hamilton Het album is opgenomen in de Avatar Studio te New York. De muziek bestaat voornamelijk uit rustige instrumentale jazz.

## Musici
- John Abercrombie – gitaar
- Marc Copland - piano
- Drew Gress – contrabas
- Joey Baron – slagwerk

## Muziek
| Nr. | Titel                                             | Duur |
| --- | ------------------------------------------------- | ---- |
| 1.  | Vertigo (Abercrombie)                             | 6:23 |
| 2.  | LST (Copland)                                     | 6:51 |
| 3.  | Bacharach (Abercrombie)                           | 7:21 |
| 4.  | Greenstreet (Abercrombie)                         | 6:15 |
| 5.  | As it stands (Abercrombie)                        | 4:06 |
| 6.  | Spellbound (Abercrombie)                          | 6:53 |
| 7.  | Another Ralph’s (Abercrombie)                     | 5:22 |
| 8.  | Shadow of a doubt (Abercrombie)                   | 3:12 |
| 9.  | 39 Steps (Abercrombie)                            | 8:36 |
| 10. | Melancholy baby (Ernie Burnett, George A. Norton) | 4:37 |

Another Ralph’s verwijst naar collega-gitarist Ralph Towner.